# بول بونيان
بول بونيان Paul Bunyan هو شخصية حطاب أسطورية، تظهر شخصيته في القصص الطويلة في الفولكلور الأمريكي.

أكيلي
بيميدجي
برينرد
أوسكودا
Ossineke, Michigan
سانت إغناس
يو كلير (ويسكونسن)
ستيفنز بوينت
واوسو
يعتقد عادة أنه عملاق بجانب أنه كان حطابا يتمتع بمقدرات خاصة. تم توثيق الشخصية للمرة الأولى في أعمال الصحفي الأمريكي جيمس ماك جيليفري. تاريخيا كان للشخصية شعبية في القصص المحكية في القرن التاسع عشر في المناطق الشمالية في الولايات المتحدة في ميشيغان وويسكونسن ومنيسوتا.